# Petit Palais (Paris)

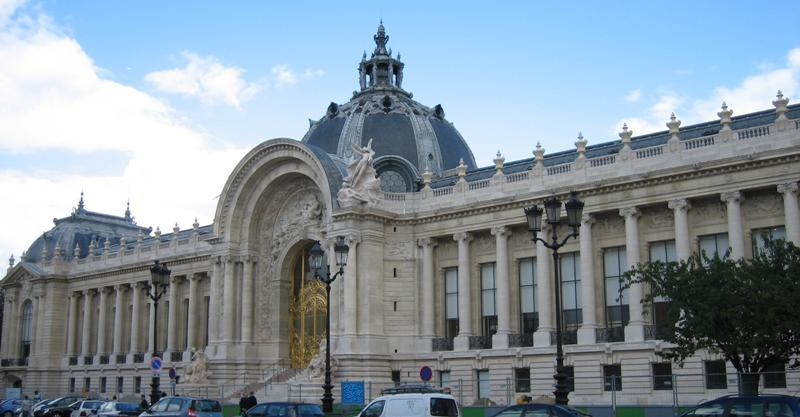
Petit Palais 2005.

Das Petit Palais (deutsch „Kleiner Palast“) ist ein ehemaliger Ausstellungspavillon der in Paris ausgerichteten Weltausstellung von 1900. Er wurde zwischen 1897 und 1900 errichtet und beherbergt heute das städtische Museum der schönen Künste (Musée des Beaux-Arts de la Ville de Paris). Es ist eines der 14 Museen der Stadt Paris, die seit dem 1. Januar 2013 von der städtischen Einrichtung Paris Musées verwaltet werden.

## Geschichte

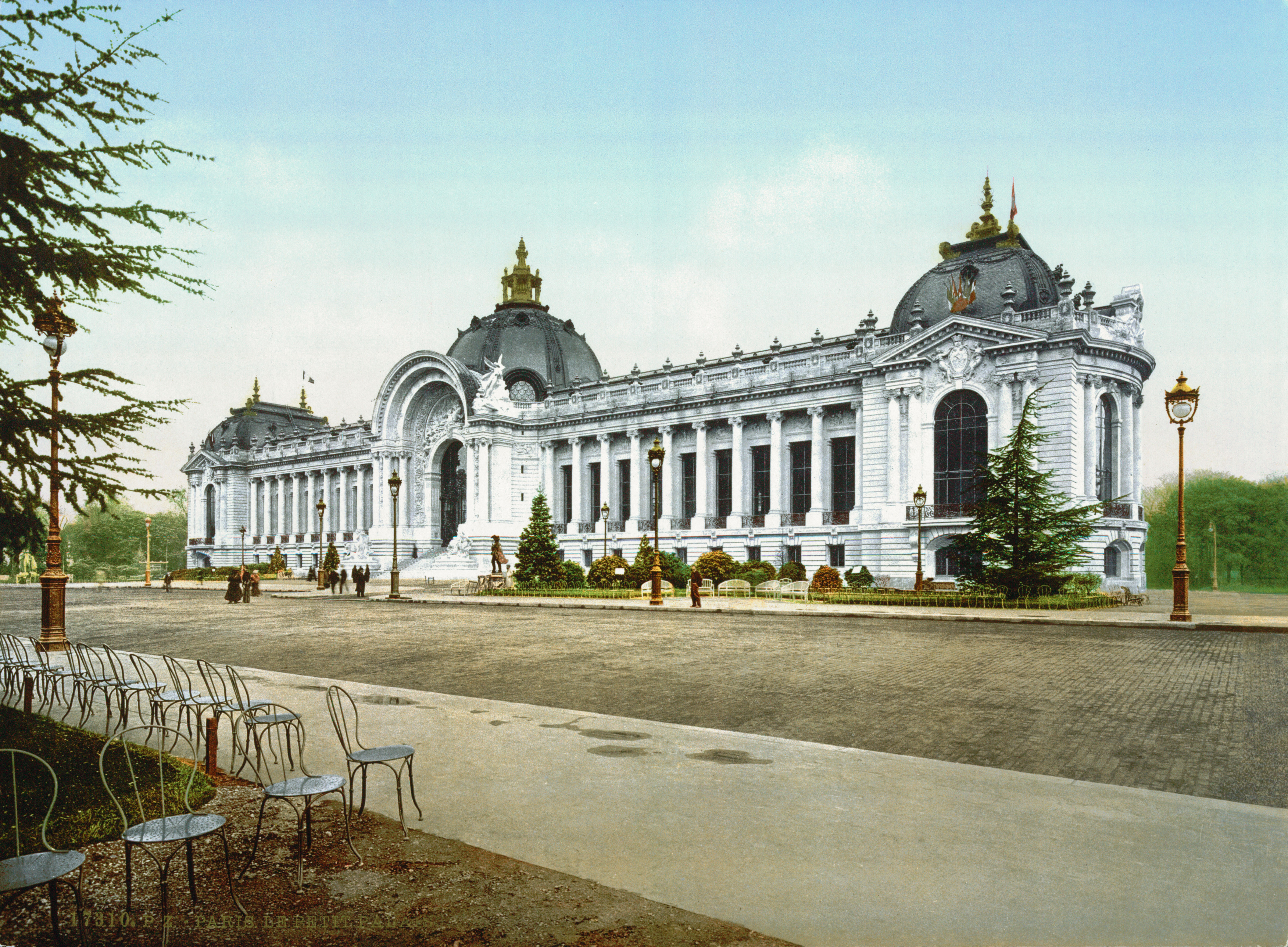
Petit Palais um 1900, Photochrom

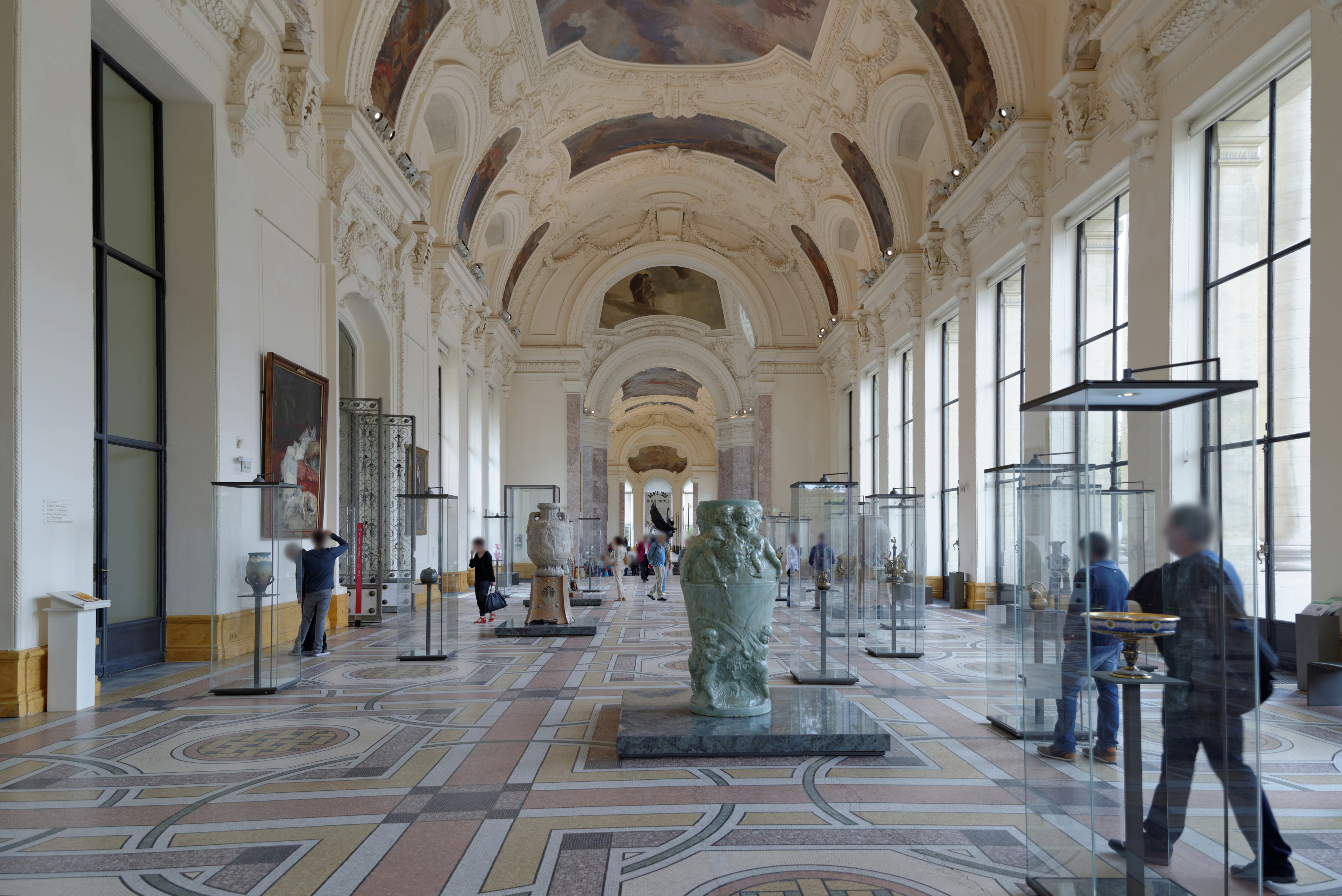
Innenansicht (2014)

Zwischen der Seine und der Avenue des Champs-Élysées entstanden die beiden Ausstellungsgebäude, die heute als Grand Palais und Petit Palais bekannt sind. Während das Grand Palais Kunst- und Gemäldeausstellungen veranstaltet, sind im Petit Palais die Gemälde und Skulpturen ausgestellt, die seit 1870 von der Stadt Paris gekauft oder in Auftrag gegeben wurden.
Charles Girault war der Architekt des für die im Jahr 1900 durchgeführte Weltausstellung im Stil der Belle Époque errichteten neobarocken Gebäudes. Mit seinen reichen Deckenmalereien und seinem vergoldeten schmiedeeisernen Eingangstor beherbergt es seit 1902 die Kunstsammlungen der Stadt. Die Fassaden  des halbrunden Gebäudes bestehen großteils aus Fenstern.
Die von Girault gewollten großen Fensterflächen mussten jedoch im Laufe der Jahrzehnte Holztrennwänden und Betonmauern weichen. Man wollte die Meisterwerke vor dem einfallenden Licht schützen. So wurde das Petit Palais zu einem dunklen und engen Museum.
Das Petit Palais wurde von 2000 bis 2005 grundlegend renoviert und dabei die Ausstellungsfläche von 15000 auf 22000 Quadratmeter erweitert. Unter der Leitung des Architekten Philippe Chaix wurde hierbei nahezu der ursprüngliche Zustand wiederhergestellt und das Gebäude von späteren Einbauten befreit. Die Ausstellungsräume grenzen teilweise an einen Innenhof und können so mit Tageslicht beleuchtet werden. Neu hinzugekommen sind die Ausstellungssäle im Untergeschoss. Die Umbaukosten beliefen sich auf 72 Millionen Euro.

## Ausstellung
In der Abteilung „Courbet und der Realismus“ befindet sich das großformatige Ölgemälde Feuerwehrmänner eilen zu einem Brand. Im Saal Ludwig VI. stehen kostbare Keramiken und Möbel. Darüber hinaus gibt es Porträts und Büsten des Malers und Bildhauers Jean-Baptiste Carpeaux  sowie Gemälde von Paul Cézanne, Gustave Courbet und Auguste Rodin. Von Marie Bracquemond besitzt das Museum das Gemälde Der Tee am Nachmittag.